# Dengjia (socken i Kina, Zhejiang)
Dengjia (kinesiska: 邓家, 邓家乡) är en socken i Kina. Den ligger i provinsen Zhejiang, i den östra delen av landet, omkring 120 kilometer sydväst om provinshuvudstaden Hangzhou.
Genomsnittlig årsnederbörd är 2 198 millimeter. Den regnigaste månaden är juni, med i genomsnitt 453 mm nederbörd, och den torraste är oktober, med 69 mm nederbörd.